# Capitán Vicente Almandos Almonacid Airport
Capitán Vicente Almandos Almonacid Airport är en flygplats i Argentina. Den ligger i den nordvästra delen av landet, 1 000 km nordväst om huvudstaden Buenos Aires. Capitán Vicente Almandos Almonacid Airport ligger 437 meter över havet.
Terrängen runt Capitán Vicente Almandos Almonacid Airport är platt åt sydost, men åt nordväst är den kuperad. Runt Capitán Vicente Almandos Almonacid Airport är det glesbefolkat, med 14 invånare per kvadratkilometer.. Närmaste större samhälle är La Rioja, 6,2 km sydväst om Capitán Vicente Almandos Almonacid Airport.
Omgivningarna runt Capitán Vicente Almandos Almonacid Airport är i huvudsak ett öppet busklandskap.